# Okiennik (Okiennik Wielki)
Okiennik, Ściana Czołowa – skała w masywie Okiennika Wielkiego, zwanego też Okiennikiem Dużym lub Okiennikiem Skarżyckim. Znajduje się w granicach wsi Piaseczno w województwie śląskim, w powiecie zawierciańskim, w gminie Włodowice na Wyżynie Częstochowskiej.
Okiennik to najwyższa skała w masywie Okiennika Wielkiego. Ma wysokość 35 m i jest także najbardziej charakterystyczną turnią tego masywu, gdyż w jej szczytowej części znajduje się duże Okno w Okienniku Wielkim, a poniżej niego Schron w Okienniku Wielkim. Po bokach Okiennik Wielki ograniczony jest Kominem w Okienniku Wielkim i Rysą w Okienniku Wielkim. Sąsiaduje z Muminkiem i Omszałą Turnią.

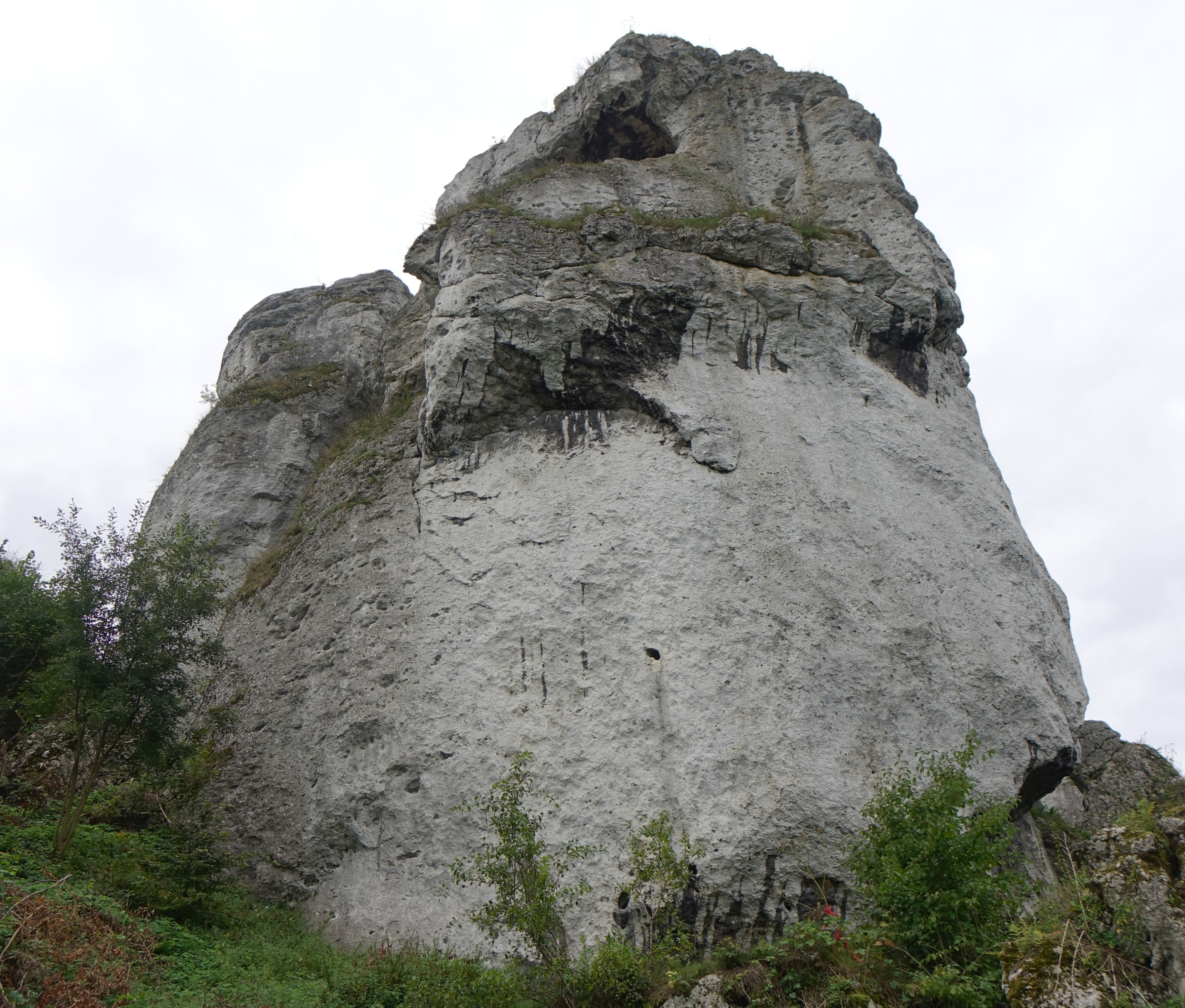
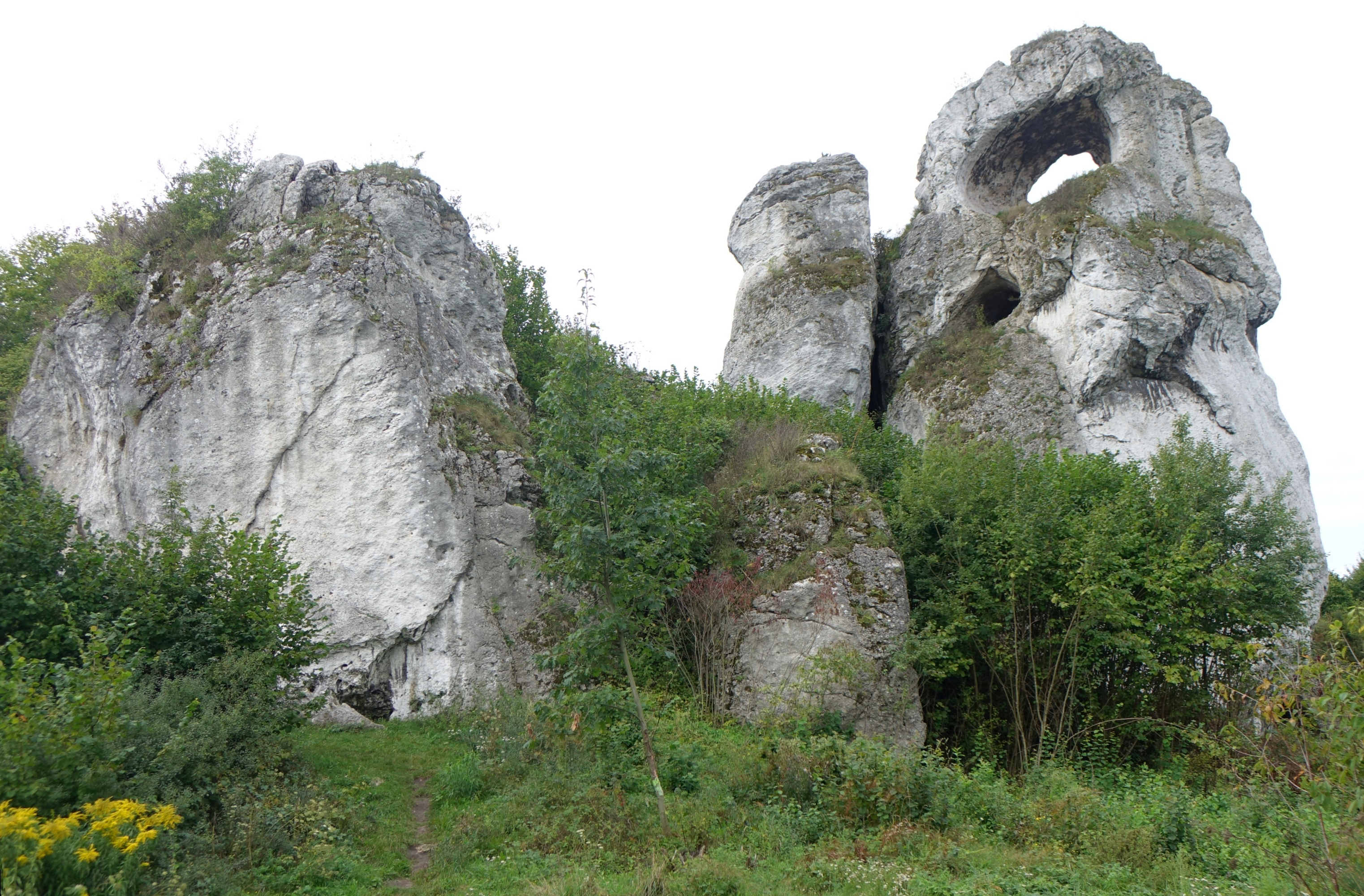
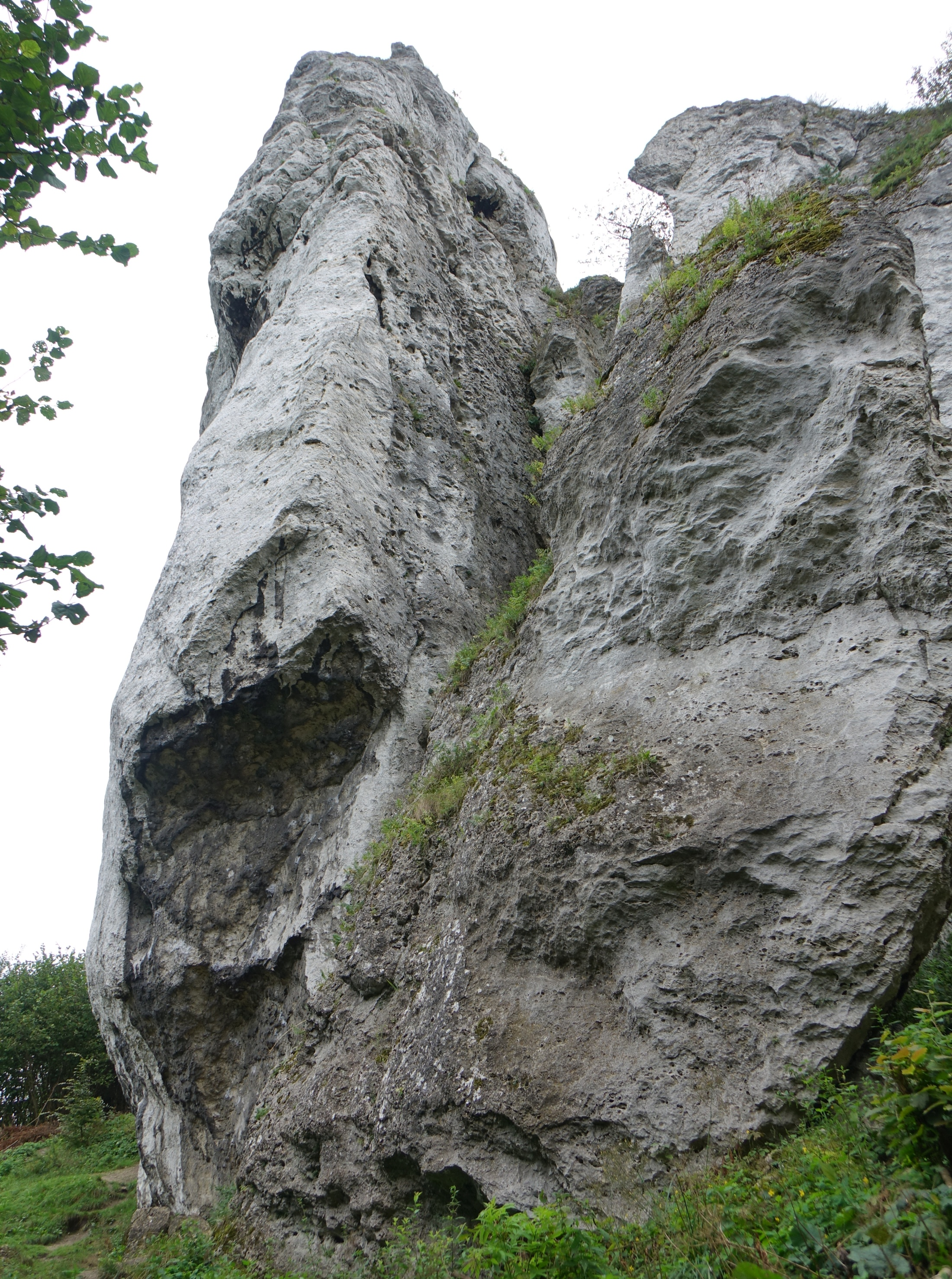
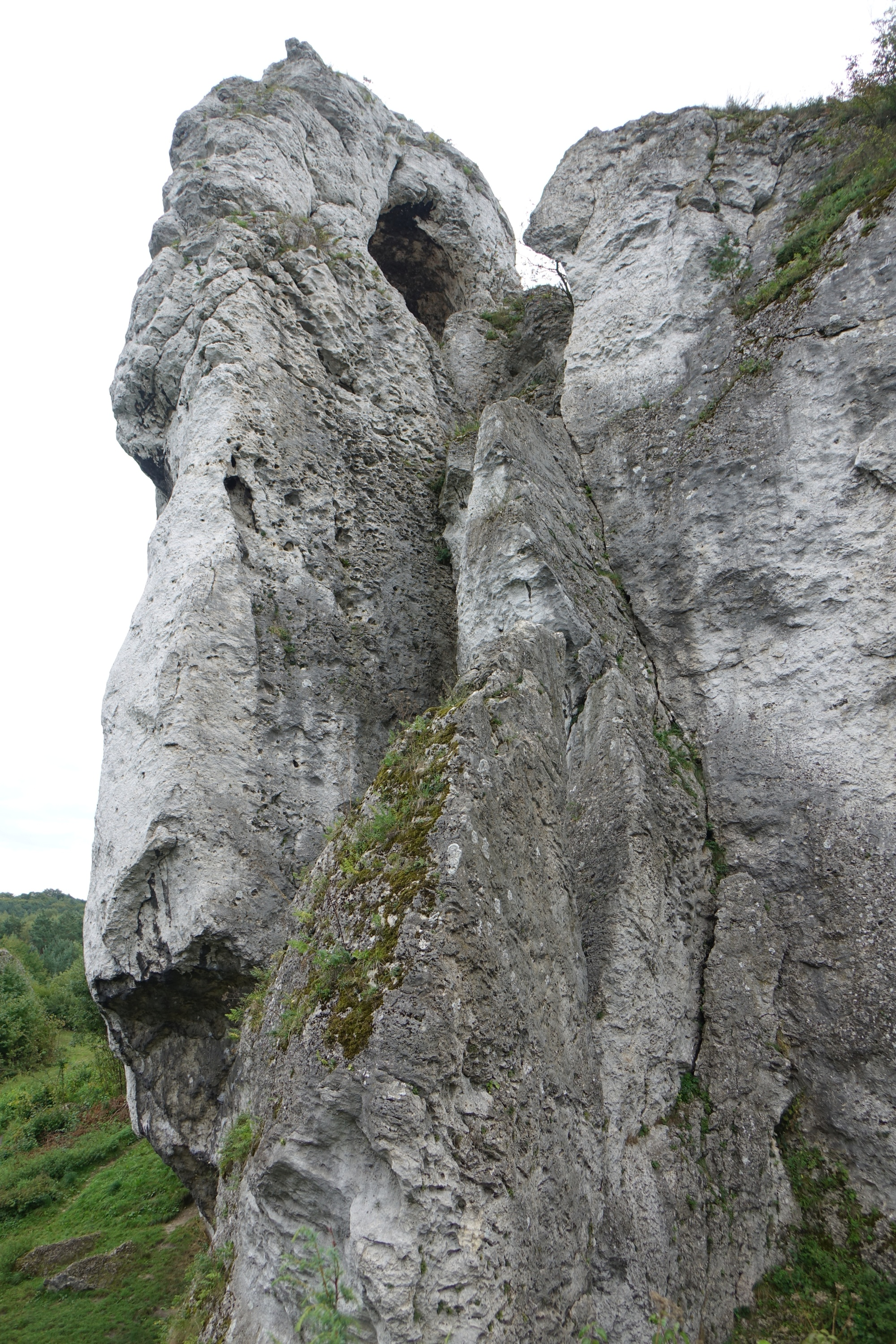
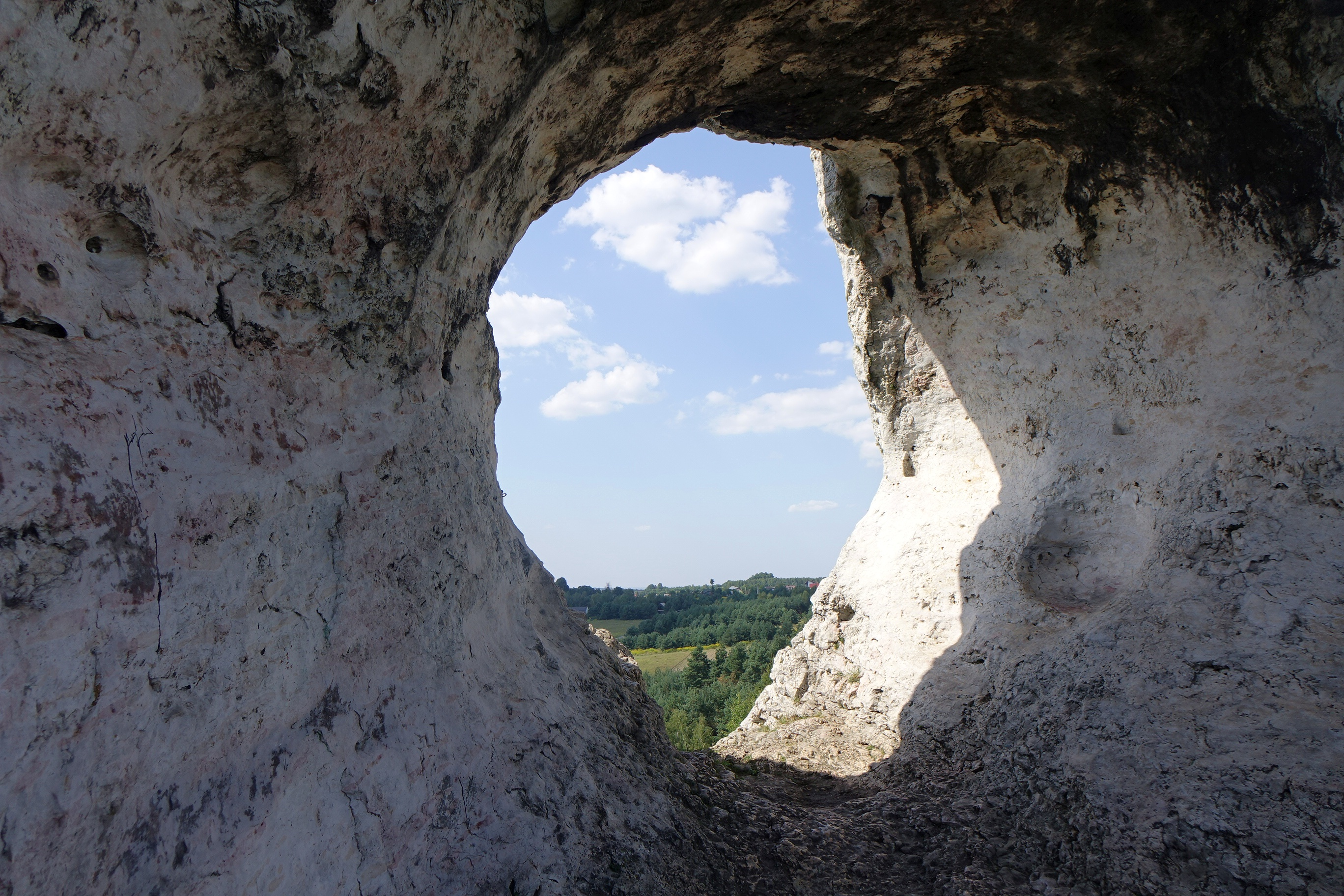

## Drogi wspinaczkowe
Okiennik jest obiektem wspinaczki skalnej. Jest na nim 34 dróg wspinaczkowych znajdujących się na jego ścianie północno-wschodniej (przez wspinaczy skalnej nazwanej Ścianą Czołową), filarze północno-zachodnim, a także wewnątrz okna skalnego. Mają trudność od V+ do VI.7 w skali polskiej i większość z nich to drogi trudne. Na wszystkich zamontowano stałe punkty asekuracyjne:ringi (r) i stanowisko zjazdowe (st) lub dwa ringi zjazdowe (drz). Wśród wspinaczy skalnych skała jest bardzo popularna.

Okiennik I
1. Bańka mydlana o pastelowych barwach; 5r + st,, 28 m
2. Dla mojej dziewczyny; 5r +, VI+, 14 m
3. Droga Jungera; 8r + st, + drz, VI+, 26 m
4. Droga Bodhisatwy; 10r + st, VI.2+, 25 m
5. Młode strzelby; 10r + st, VI.4+, 25 m
6. Dzień jak co dzień; 6r + st, VI.3, 18 m
7. Dzień jak nie co dzień; 9r + 2st, VI.4+, 25 m
8. Niebieskie karimaty; 10r + st, VI.3+, 25 m
9. Maratończyk; 10r + st, VI.5/5+, 25 m
10. Młode strzelby maratończyka; 9r + st, VI.4+/5, 28 m
11. Okno na wschód; 3r + st, VI, 8 m

Okiennik II
1. Maratończyk; 10r + st, VI.5/5+, 25 m
2. Władca przestrzeni; 10r + st, VI.6, 25 m
3. Królowa południa; 15r + st, VI.6+, 30 m
4. Władca pierścieni; 10r + st, VI.5, 25 m
5. Wycieczka do Ojcowa; 11r + st, VI.5+, 28 m
6. Maratończyk na krzywy ryj; 11r + st, VI.5, 25 m
7. Wycieczka do Ojcowa 2;. Wersja połoga; 11r + st, VI.6, 25 m
8. Pan i władca; 14r + st, VI.6, 30 m
9. Res nullius; 13r + st, VI.5+/6, 30 m
10. Zaklęcie ojców; 11r + st, VI.5+/6, 26 m
11. Super akcje; 15r + st, VI.6, 30 m
12. Nocne akcje; 15r + st, VI.5+/6, 30 m
13. Zło konieczne; 11r + st, VI.6+/7, 25 m
14. Groovedriver; 12r + st, VI.6, 25 m
15. Śnieżna impreza; 13r + st, VI.5+/6, 30 m
16. Pożegnanie zimy; 11r + st, VI.5+, 25 m
17. Samotność długodystansowca wprost,; 11r + st, VI.5, 30 m
18. Agaave; 15r + st, VI.6+, 33 m
19. Samotność długodystansowca; 11r + st, VI.5, 30 m
20. Gloria victis; 14r + st, VI.5+/6, 30 m
21. Ga, Ga. Chwała bohaterom; 15r + st, VI.5+/6, 30 m
22. Moce piekielne; 13r + st, VI.5+, 30 m
23. Czarcie harce; 11r + st, VI.2, 30 m[1].